# Phalonidia fariasana
Phalonidia fariasana es una especie de polilla del género Phalonidia, categorizada en la tribu Cochylini, de la subfamilia Tortricinae.

## Distribución
Se distribuye por América del Norte: México, en el estado de Tamaulipas.

## Taxonomía
Fue descrita por Razowski & Becker en 2007.
Tratamiento taxonómico
La especie aparece registrada y publicada en Acta Zoologica Cracoviensia 50B: 97.